# Walckenaeria brucei
Walckenaeria brucei är en spindelart som först beskrevs av Albert Tullgren 1955.  Walckenaeria brucei ingår i släktet Walckenaeria och familjen täckvävarspindlar.
Artens utbredningsområde är Sverige. Inga underarter finns listade i Catalogue of Life.